# Lockhart Shire
Lockhart Shire är en kommun i Australien. Den ligger i delstaten New South Wales, i den sydöstra delen av landet, omkring 440 kilometer väster om delstatshuvudstaden Sydney. Antalet invånare var 3 119 vid folkräkningen 2016.
Följande samhällen finns i Lockhart:
- Lockhart
- Pleasant Hills
- Milbrulong
- Boree Creek